# 白斑鸭脚
白斑鸭脚（学名：Begonia formosana f. albomaculata）为秋海棠科秋海棠属水鸭脚的变種。台湾原生植物。